# Exocelina rivulus
Exocelina rivulus är en skalbaggsart som först beskrevs av Michael Balke 1998.  Exocelina rivulus ingår i släktet Exocelina och familjen dykare. Inga underarter finns listade i Catalogue of Life.